# Мауро Соуза
Мауро Сілва Соуза (порт. Mauro Silva Sousa, нар. 31 жовтня 1990, Лівраменто) — бразильський футболіст, що грав на позиції півзахисника за «Атлетіко Гояніенсе», «Жіл Вісенте» та «Брагу».

## Ігрова кар'єра
У професійному футболі дебютував на батьківщині 2010 року виступами за команду клубу «Атлетіко Гояніенсе», в якій протягом одного сезону взяв участь лише у 6 матчах чемпіонату.
2011 року перебрався до Португалії, уклавши контракт з клубом «Жіл Вісенте», у складі якого виходив на поле нерегулярно — лише дев'ять ігор за сезон.
Наступного 2012 року перейшов до «Браги». За винятком сезону 2013/14, в якому бразилець провів 25 ігор у Прімейрі, використовувався як резервний гравець, програючи конкуренцію за місце у стартовому складі. У листопаді 2016 року отримав важку травму коліна, від якої так і не зміг відновитися і в червні 2018 року 27-річний на той час гравець був змушений оголосити про завершення ігрової кар'єри.

## Досягнення
- Володар Кубка Португалії з футболу: 2016